# Hoteoch
Hoteoch är en ort i Mexiko.   Den ligger i kommunen Chemax och delstaten Yucatán, i den östra delen av landet, 1 200 km öster om huvudstaden Mexico City. Hoteoch ligger 24 meter över havet och antalet invånare är 196.
Terrängen runt Hoteoch är mycket platt. Runt Hoteoch är det glesbefolkat, med 20 invånare per kvadratkilometer. Närmaste större samhälle är Chemax, 13,2 km väster om Hoteoch. I omgivningarna runt Hoteoch växer i huvudsak städsegrön lövskog.